# Juntos Podemos Más
Juntos PODEMOS Más (acronyme de POder DEMOcrático Social ce qui veut dire « pouvoir démocratique social ») est le nom d'une coalition politique de gauche formée au Chili le 13 décembre 2003 par une cinquantaine de petits partis et mouvements politiques à la suite de la campagne Le Chili dit non à la guerre. Il est notamment formé du Parti humaniste du Chili, du Parti communiste du Chili, du Mouvement de la gauche révolutionnaire (MIR), de la Gauche chrétienne et du Mouvement patriotique Manuel Rodríguez. En outre, de nombreuses organisations syndicales et associations font partie de PODEMOS.
Aux élections administratives de 2004, PODEMOS a obtenu un demi million de voix, soit près de 10 % des suffrages exprimés. Il s'est présenté à l'élection présidentielle de décembre 2005. Son candidat, le secrétaire du Partido Humanista, Tomás Hirsch a obtenu 5,4 % des suffrages (soit 375 048 voix). Aux élections législatives de 2005, il obtenait 7,38 % des voix pour le vote des députés et 5,98 % pour l'élection des sénateurs mais n'eut aucun élu.
Il s'agit de la troisième coalition politique du Chili ; il s'oppose tant au centre-droit de l'Alliance pour le Chili qu'au centre-gauche représenté par la Concertation des partis pour la démocratie, en revendiquant une politique de nette opposition au néolibéralisme, à la guerre, à la violence, et de défense des droits sociaux fondamentaux, comme la santé et l'éducation. Toutefois, il s'est allié à la Concertation pour la démocratie aux élections parlementaires de 2009, le Parti humaniste quittant Juntos Podemos pour s'allier avec le Parti écologiste. Il a présenté Jorge Arrate, ex-membre du Parti socialiste, à la présidentielle de 2009, qui avec 6,21 % des suffrages est arrivé quatrième lors du premier tour (décembre 2009).